# Arantxa Calvera Cosculluela
Arantxa Calvera Cosculluela ( Lérida, 19??) es una jurista y gestora pública española. En 2025 estuvo incluida en la lista de las 100 mujeres catalanas más influyentes según la revista Forbes.

## Biografía
Arantxa Calvera es licenciada en Derecho y ha completado su formación con un programa de dirección general (PDG) en la Escuela de Negocios, un máster en Estudios del Territorio y Urbanismo en la Universidad Politécnica de Cataluña, un máster en Liderazgo y Gestión Pública en la Universidad Autónoma de Barcelona y un programa de liderazgo en la Universidad de Georgetown.
Fue jefa de gabinete del socialista Jaume Collboni durante su etapa como teniente de alcalde de Barcelona y ha trabajado como asesora del Comité de Asuntos Exteriores en el Parlamento Europeo. Ejerció como gerente del Consorcio de Turismo de Barcelona, cargo desde el que fomentó la colaboración entre el sector público y el sector privado y promovió el diálogo con varios agentes económicos y sociales. El cargo de gerente de Turismo de Barcelona, creado en 2022, generó polémica tanto interna como en el sector turístico.
En septiembre de 2024, durante el gobierno socialista de Salvador Illa en la Generalidad de Cataluña fue nombrada directora de la Agencia Catalana de Turismo a propuesta del consejero de Empresa y Trabajo, Miquel Sàmper, en sustitución de Narcís Ferrer. Su nombramiento como directora de la Agencia Catalana de Turismo suscitó también críticas dentro del sector turístico.